# 习惯法
習慣法（也稱习俗法或法律習慣）一般是不成文、不經頒布、約定俗成的法則，但法學學者對習慣法無統一定義。習慣法可以指原住民和當地社區固有的習俗或生活方式，又可以是指原住民和當地社區的法律、規則實踐和習俗。習慣法必須是因長期採用而構建的關於行為、義務、責任方面的規則，並且在其規則範圍內必須是帶有強制性的。有效的習俗法必須古遠、確定且合理、具有強制性、不能牴觸成文法。
而在國際法中，習慣法是指由於既定的國際慣例引起的國際義務，而且這種國際義務並非是由正式的書面公約或條約所引起的。

## 地區

### 香港
在香港，習慣法是源至1843年的《大清律例》及傳統習俗，經修訂後實行。
根據1910年通過的《新界條例》，除了部份與香港成文法例有衝突的條文外，在新界鄉村內可依照清朝律法及習俗去辦事，例如承繼財產、丁權等。條例亦訂明，有關土地的傳受，只有男性才能承繼，女性只有在遺囑及土地承辦書所授權才能繼承。
1997年7月1日，《香港特別行政區基本法》生效，按基本法第8條規定，香港原有普通法和習慣法，除抵觸基本法或經香港特別行政區之立法機關作出修改者外，予以保留。

### 中華民國
《中華民國民法》第一條規定：「民事，法律所未規定者，依習慣；無習慣者，依法理。」而執行習慣法之要件有：
1. 在社會上有反覆實施之事實
2. 一般人確信其有法律效果
3. 須為現行法律未規定之事項（沒有或未有明文條例）
4. 須與現行法律規定不牴觸
5. 須不背於公共秩序及善良風俗

### 引用
1. 1 2  Bederman, David J. . . 英國牛津: 劍橋大學出版社. 2010: 3–15. ISBN 9780521897044 （英语）.
2. ↑  World Intellectual Property Orgnization.  (PDF) (报告). 2013  [2021-03-20]. （原始内容 (PDF)存档于2021-04-19） （英语）.
3. ↑   9. Sweet and Maxwell. 2001.
4. ↑  Cornell Law School. . Legal Information Institution.   [2021-03-20]. （原始内容存档于2021-03-21）. （页面存档备份，存于）
5. ↑   (PDF).   [2008-08-13]. （原始内容 (PDF)存档于2004-02-22）. （页面存档备份，存于） 楊君仁：民法概要（Introduction to Civil Law）（PDF），頁 13–14